# مدعكة
المدعكة أو ممحاة دعك هي أداة رسم أسطوانية، عادة ما تكون مصنوعة من الورق الناعم. يتم استخدامه من قبل الفنانين لطمس أو مزج علامات مصنوعة من الفحم، وقلم رسم الخطوط، وقلم رصاص أو غيرها من وسائل الرسم. من خلال استخدامها، يمكن أن تنتج التدرجات في الألوان.
عادةً ما تصنع جذوع الورق من الورق ولكنها يمكن أن تكون مصنوعة من الجلد أو الجلد . يتم بيعها تجارياً في مجموعة من الأحجام المناسبة للتلاعب التي تغطي مناطق واسعة، لعمليات على نطاق مصغر، وتلك بين. يسمى الشكل غير المعبأ بإحكام وله جوهر أجوف قلم التسيح.

## تقنية
عند المزج، يمكن الاحتفاظ بجذع في زاوية لزيادة مساحة السطح التي تتصل بالورق. يجب الحفاظ على طرف رأس الجذع نظيفًا أثناء مزجه في مناطق ذات ألوان فاتحة من الرسم، حتى لا تشويه الوسائط الداكنة من المناطق الأخرى عليه. في نهاية المطاف سوف تصبح الأداة مملة من الاستخدام؛ وغالباً ما تستخدم مؤشرات الصنفرة لتنظيف وإعادة شحذها.
في حين أن التأثيرات المماثلة يمكن أن تنتج عن طريق تلطيخ الأصابع، فإن هذا يرسب الزيت من السطح على سطح الرسم، مما يجعل السطح أقل تقبلاً للفحم أو أي وسيلة سحب أخرى.